# Necochea

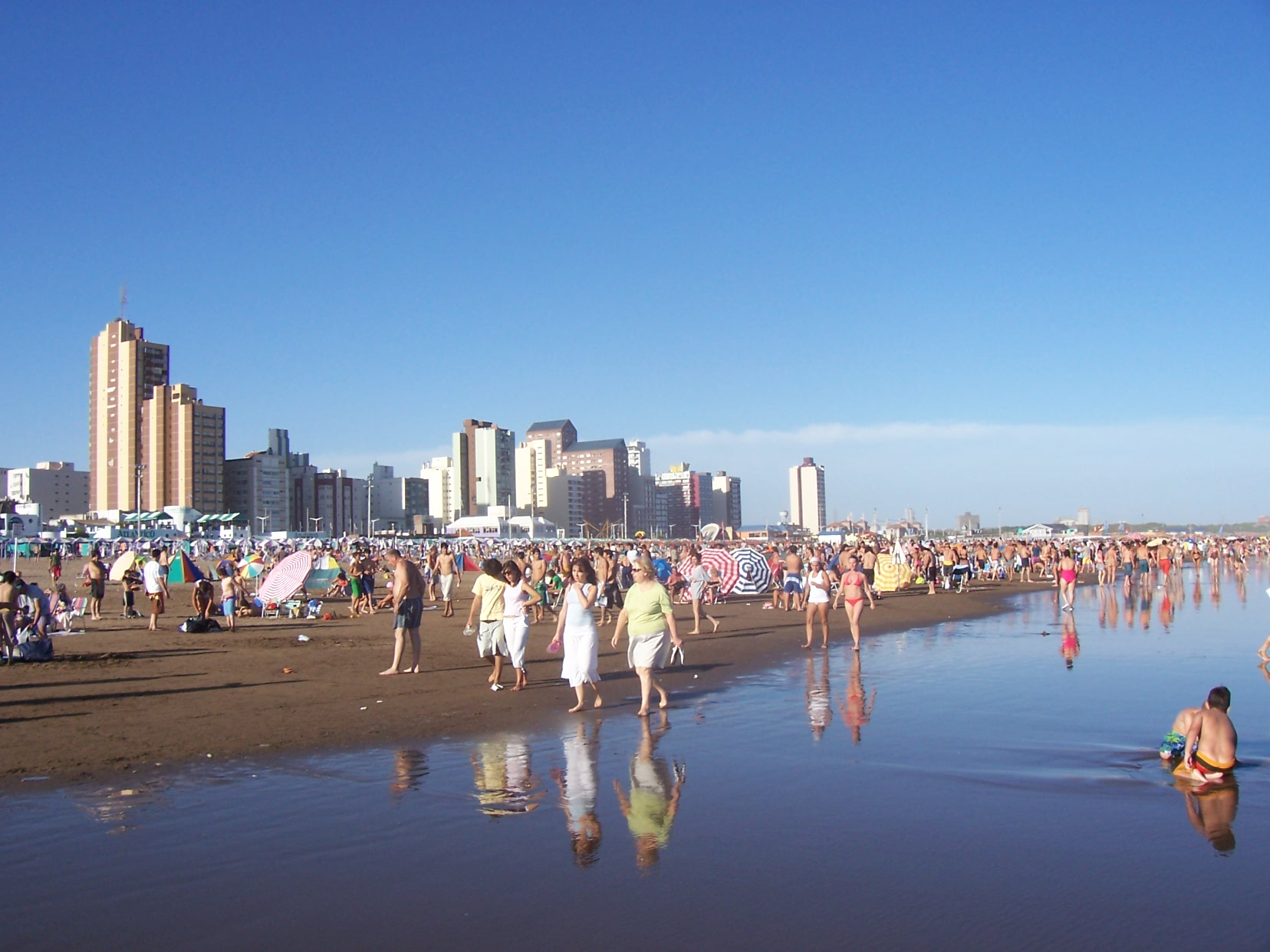
Widok miasta od strony Atlantyku

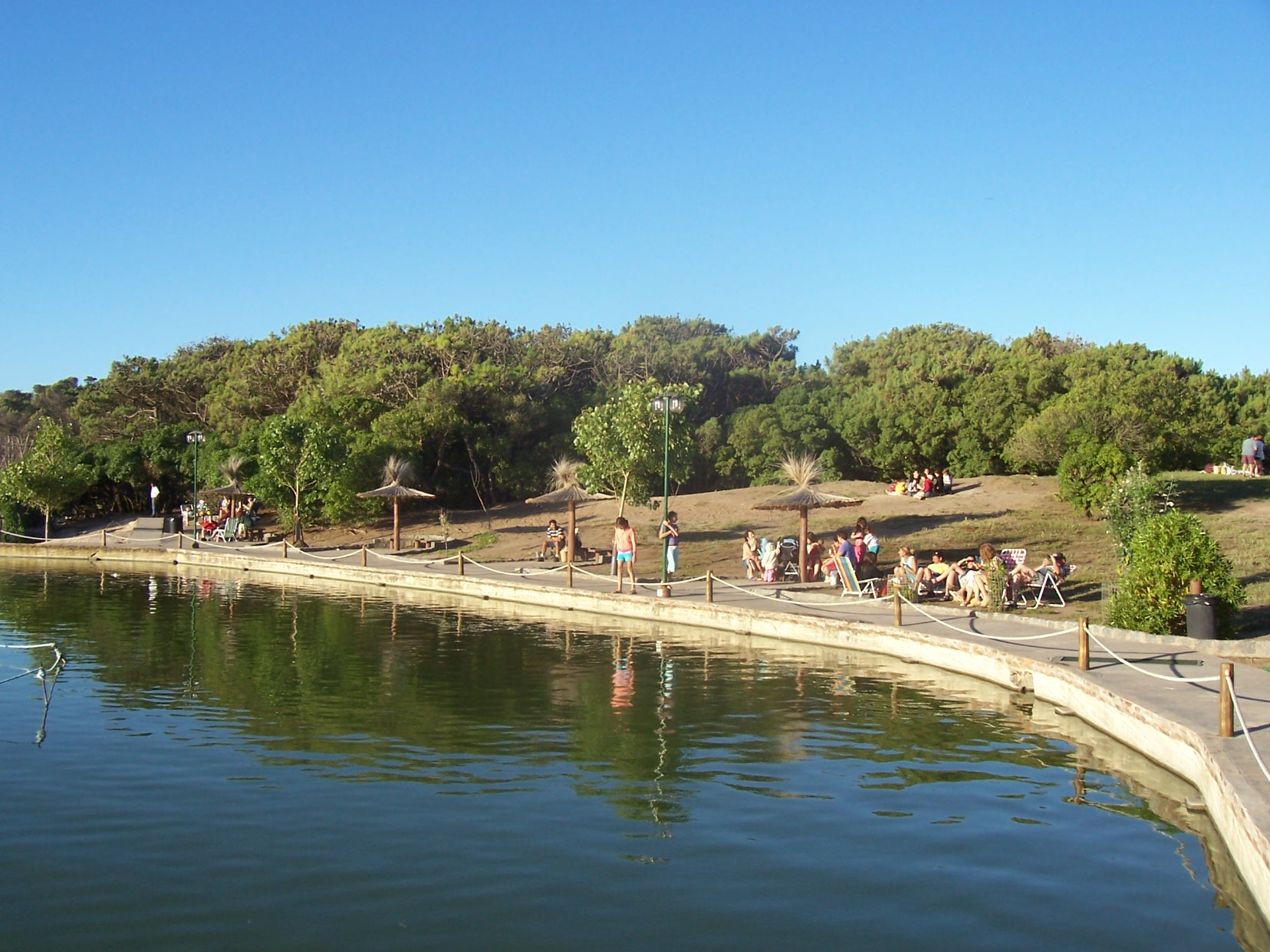
El lago de los Cisnes (jezioro Necochea)

Necochea – argentyńskie miasto portowe leżące nad Oceanem Atlantyckim w prowincji Buenos Aires, około 500 km od miasta Buenos Aires, około 120 km na południowy zachód od Mar del Plata. Według spisu z 2001 miasto liczyło 89 096 mieszkańców.